# Jean-Philippe Lemoine
Jean-Philippe Lemoine (* 11. September 1964 in Valence) ist ein ehemaliger französischer Eishockeyspieler, der in seiner aktiven Zeit von 1981 bis 2003 unter anderem für die Frankfurt Lions in der Deutschen Eishockey Liga gespielt hat.  

## Karriere
Jean-Philippe Lemoine begann seine Karriere als Eishockeyspieler in der kanadischen Juniorenliga QMJHL, in der er von 1981 bis 1984 für die Voisins de Laval, Bisons de Granby und Chevaliers de Longueuil aktiv war. Anschließend kehrte er in seine französische Heimat zurück, wo er von 1986 bis 1991 für die Profimannschaft der Brûleurs de Loups de Grenoble auflief. Mit der Mannschaft gewann er in seinem letzten Jahr 1991 erstmals in seiner Laufbahn den französischen Meistertitel. Anschließend wechselte der Verteidiger innerhalb der höchsten französischen Spielklasse zu den Dragons de Rouen, mit denen er in den Jahren 1992, 1993, 1994 und 1995 vier Mal in Folge Meister wurde. Zwar wurde er 1996 mit Rouen nur Vizemeister, jedoch gewann er auf europäischer Ebene mit seiner Mannschaft das Six Nations Tournament. Die Saison 1996/97 verbrachte er bei den Albatros de Brest, mit dem er ebenfalls auf Anhieb Französischer Meister wurde.
Die Saison 1997/98 verbrachte Lemoine bei den Frankfurt Lions in der Deutschen Eishockey Liga, für die er in insgesamt 48 Spielen vier Tore vorbereitete. Anschließend kehrte er zu den Brûleurs de Loups de Grenoble zurück, mit denen er parallel zum Spielbetrieb in Frankreich auch an der European Hockey League teilnahm. Die Saison 1999/2000 verbrachte der dreifache Olympiateilnehmer mit Grenoble nach dem Zwangsabstieg des Vereins in der viertklassigen Division 3. Von 2001 bis 2003 ließ Lemoine seine Laufbahn bei den Blitz de Granby, die sich später in Prédateurs de Granby umbenannten, in der kanadischen Quebec Semi Pro Hockey League ausklingen. 

### International
Für Frankreich nahm Lemoine an den B-Weltmeisterschaften 1987, 1989, 1990 und 1991 sowie den A-Weltmeisterschaften 1993, 1994, 1995, 1996, 1997, 1998 und 1999 teil. Des Weiteren stand er im Aufgebot seines Landes bei den Olympischen Winterspielen 1988 in Calgary, 1992 in Albertville und 1998 in Nagano. 

## Erfolge und Auszeichnungen
| - 1991 Französischer Meister mit den Brûleurs de Loups de Grenoble - 1992 Französischer Meister mit den Dragons de Rouen - 1993 Französischer Meister mit den Dragons de Rouen - 1994 Französischer Meister mit den Dragons de Rouen | - 1995 Französischer Meister mit den Dragons de Rouen - 1996 Meister des Six Nations Tournament mit den Dragons de Rouen - 1997 Französischer Meister mit Brest Albatros Hockey |